# Amblydromalus nakuruensis
Amblydromalus nakuruensis är en spindeldjursart som beskrevs av Moraes, Zannou och Oliveira 2006. Amblydromalus nakuruensis ingår i släktet Amblydromalus och familjen Phytoseiidae. Inga underarter finns listade i Catalogue of Life.